# Пересекая мост
«Пересека́я мост» (англ. Crossing the Bridge) — американская трагикомедия режиссёра Майка Байднера. Премьера состоялась 11 сентября 1992 года.

## Сюжет
Друзья Морт, Тим и Дэнни вступают в рискованную авантюру с контрабандой наркотиков.

## В ролях
- Джош Чарльз
- Джейсон Гедрик
- Стив Болдуин
- Дэвид Швиммер
- Авраам Бенруди